# Scotura longigutta
Scotura longigutta är en fjärilsart som beskrevs av W. Warren 1909. Scotura longigutta ingår i släktet Scotura och familjen tandspinnare. Inga underarter finns listade.